# Història de Romania
Per història de Romania s'entén, de manera convencional, la història de la regió geogràfica de Romania i els pobles que vivien allà i que, per raó de les diferències culturals específiques i les transformacions polítiques, l'han dotada d'una identitat específica, que ha portat al reconeixement de Romania com a subjecte històric per dret propi. En un sentit més estricte, la història de Romania s'entén referida només a la història de l'estat modern unitari, o sigui, l'estat modern de Romania, el Regne de Romania i els esdeveniments que van portar a la seva formació com un estat nacional.

## Laprehistòria

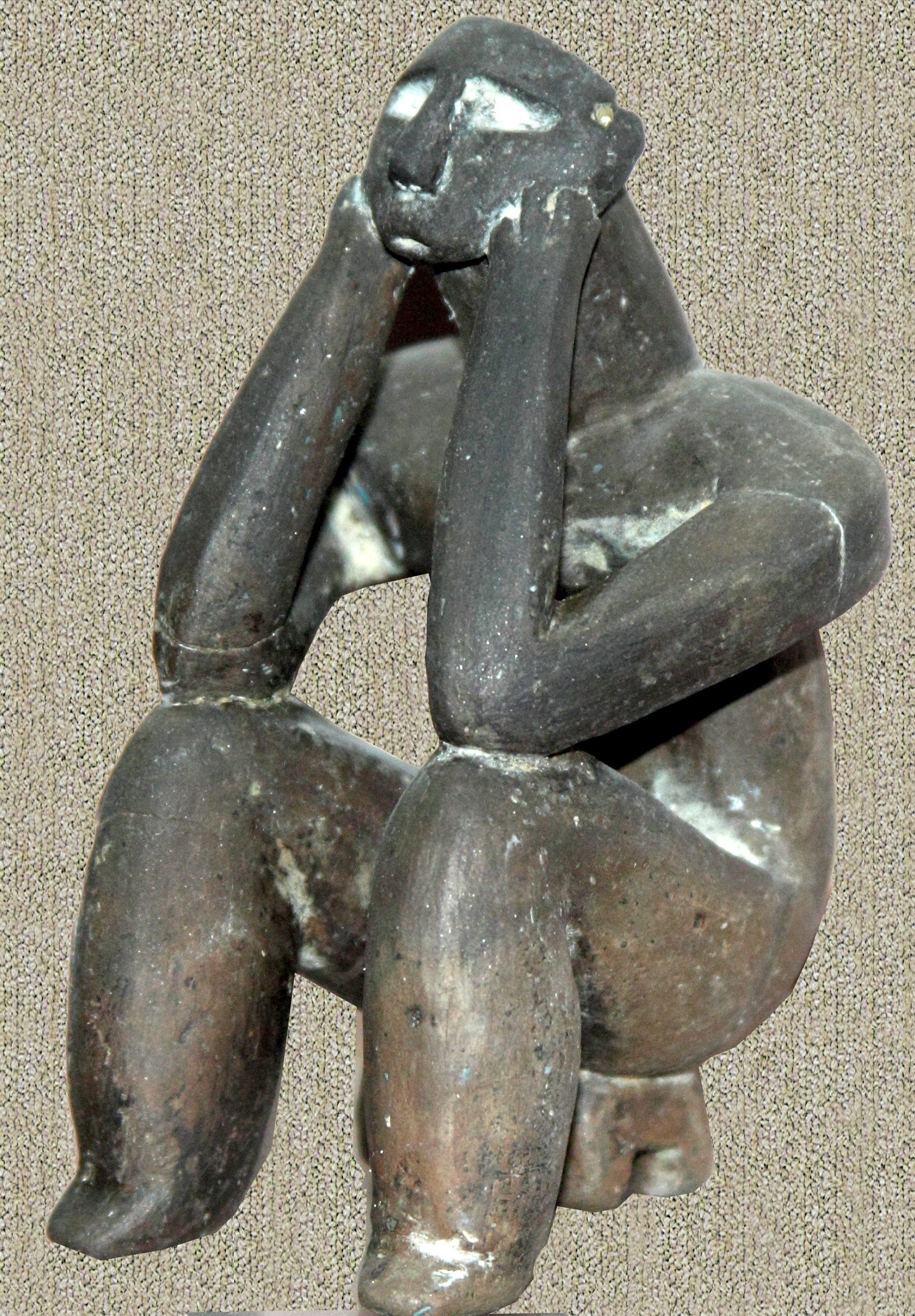
El pensador d'Hamangia, V mil·lenni aC

Els orígens del poblament romanès daten del període paleolític i van continuar lentament fins al Neolític (fins al III mil·lenni aC). Amb això han deixat nombroses realitzacions de la vida quotidiana i artística en diverses cultures com Hamangia, Cucuteni, Ariuşd, Boian, Gumelniţa i Vinča. A l'arribada dels pobles indoeuropeus, aquests habitarien la península dels Balcans i les valls del Danubi, i van tenir el seu apogeu com a civilització durant l'edat del bronze amb els tracis. Les primeres referències històriques foren les dels getes-dacis, que assimilarien la cultura d'altres pobles com els celtes i grecs.

## L'antiguitat

### La colonització grega
La colonització grega s'inicia el segle vii aC en tota la franja costanera de la mar Negra i del mar de Màrmara.

En menys de 50 anys el litoral va ser colonitzat d'un extrem a l'altre, sobretot per Milet (90 colònies).
Al litoral romanès van ser fundades Calatis i Tomis. En els segles VI i V aC aquestes ciutats van prosperar amb la importació, des d'Àsia Menor, de Corint i d'Atenes, d'objectes sumptuaris destinats a l'aristocràcia de l'interior, i intercanviats per cereals i esclaus. Després es van convertir en centres de producció artesanal per al mercat traci.
Estan testimoniades les inclinacions al luxe i la prosperitat de l'aristocràcia dels getes del baix Danubi, prosperitat desconeguda pels dacis de Transsilvània.
L'hel·lenització va ser un esdeveniment decisiu en la història de totes les regions riberenques del Pont Euxí, a les quals va conferir una fesomia cultural gairebé inalterada fins a l'antiguitat tardana.
- La primera colònia milèsia és també la primera colònia grega de Dobrudja, Ístria o Istro (Histriao Hístros), nascuda a mitjan segle VII aC a la desembocadura del Danubi, a la costa occidental del Pont Euxí.
- Al segle vi aC, els colons d'Heraclea Pòntica funden Calatis, l'actual Mangalia.
- A principis del segle v aC, els milesis funden Tomis, que adquirirà importància en l'època romana.

### Del segle IV aC fins a l'època romana

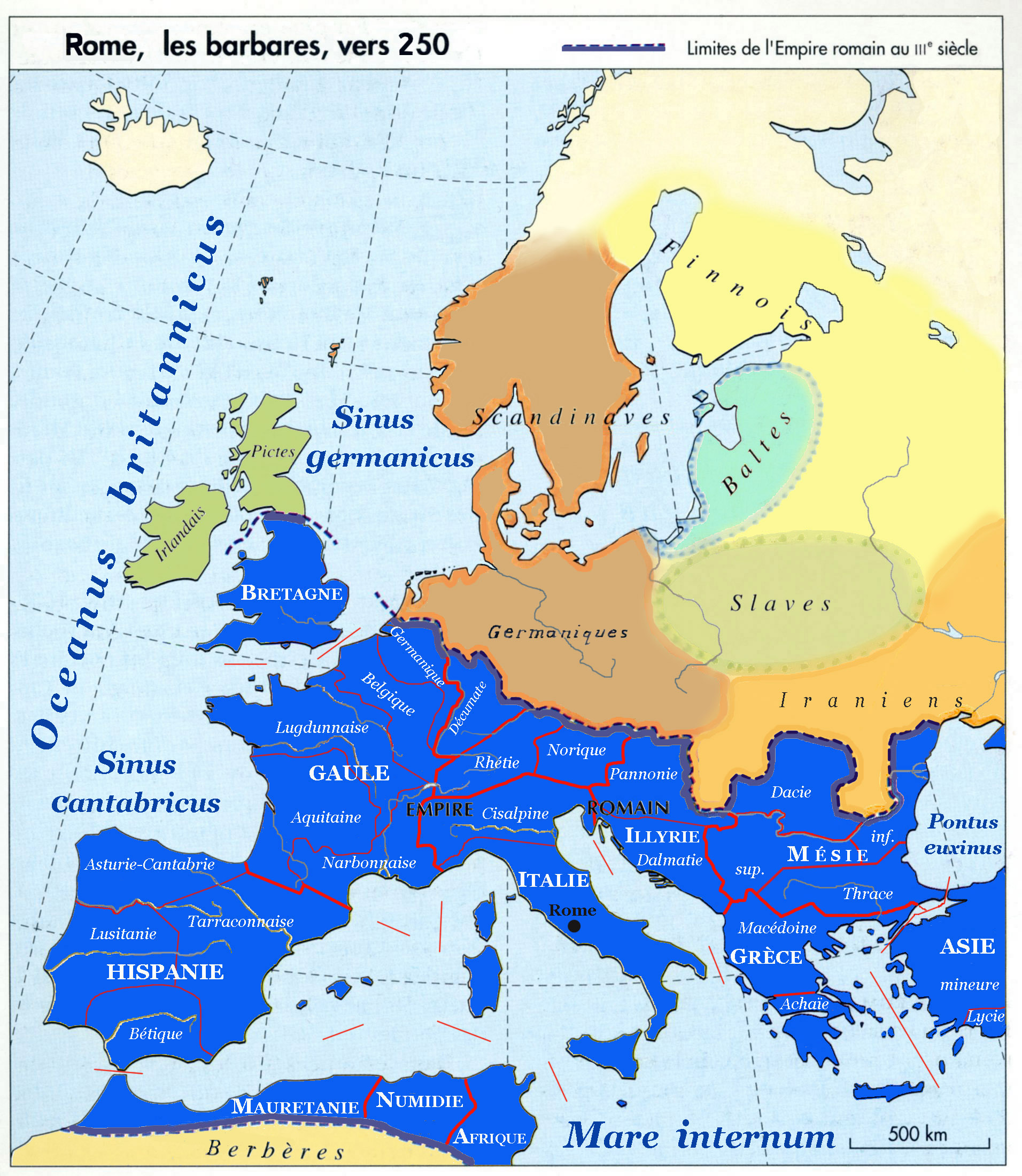
L'Imperi romà vers el 250

Al segle IV aC, les notícies històriques sobre els antics romanesos (getes) són més freqüents, en veure's involucrats en esdeveniments de gran abast:
- La política expansionista de Filip II de Macedònia.
- Les obres d'Alexandre el Gran, la dissolució del seu imperi en els diferents regnes hel·lenístics.
- El fracassat intent d'annexió de Valàquia per part de Lisímac de Tràcia.

Sobre els segles III i II aC, les fonts històriques no en diuen gairebé res. 

Però l'historiador llatí Troge Pompeu diu que, en aquest període, va créixer el poder dels dacis per obra del rei Lubostenes. És una notícia aïllada, però coincideix amb el resultat de les investigacions.
De finals del segle ii aC data la fortalesa de Cotesti, la primera en ordre cronològic, d'una sèrie d'imponents obres defensives, estratègicament distribuïdes al llarg del vessant carpàtic.
Amb la desaparició dels celtes de Transsilvània, el centre del poder polític dels tracis es desplaça dels Balcans i el baix Danubi a la regió carpàtica, on comença el procés d'unificació de les tribus dàcies, culminada pel rei Berebistes (o Burebista) en la primera meitat del segle i aC.

### Època romana

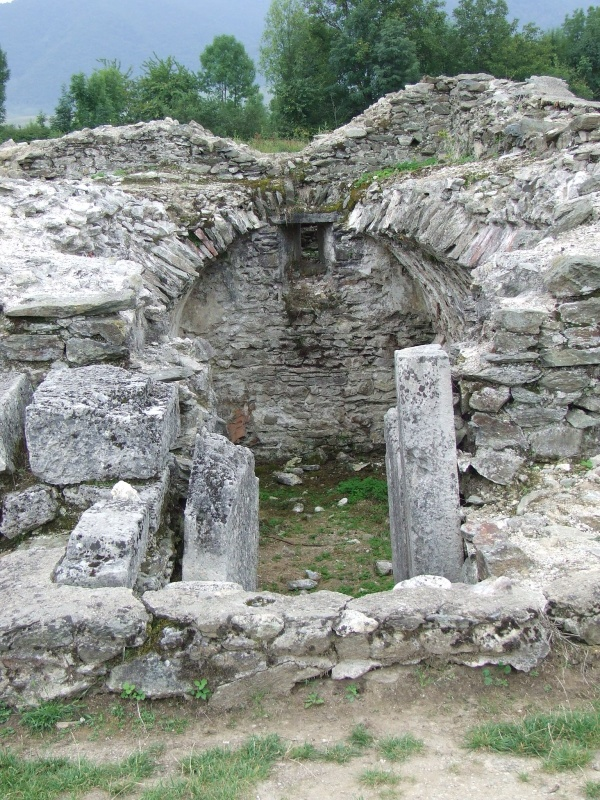
Ruïnes d'Ulpia Traiana Sarmizegetusa, capital de la Dàcia romana

Cap al 70 aC, Romania va ser poblada pels dacis, que eren diverses tribus procedents de Tràcia i residien a la riba esquerra del Danubi. El primer rei va ser-ne Burebista, que va governar fins a l'any 44 aC, però posteriorment el seu regne es va desintegrar. En iniciar-se el segle ii i després d'intermitents guerres amb l'Imperi romà, el rei Decèbal fou finalment vençut per les tropes de l'emperador Trajà el 106, fet històric que va ser registrat en la Columna d'aquest últim a Roma i en la Tropaeum Traiani a la Dobrudja Meridional.
Amb la dominació imperial, Romania va obtenir les bases de la seva cultura i llengua llatines, la qual cosa distingeix aquest estat dels seus veïns, que majoritàriament són d'ascendència eslava (a excepció dels hongaresos, que són finoúgrics). Vers el 275, les tribus godes van envair el territori, la qual cosa va causar la retirada administrativa dels romans.

## L'edat mitjana
Després de la retirada romana, el territori de l'actual Romania entra en l'edat mitjana, i és objecte d'invasions, com les dels gots, huns, àvars, eslaus, magiars i búlgars. Malgrat les freqüents guerres, la població romanitzada va conservar la llengua i identitat llatina. La presència de paraules com Dumnezeu ("Dominus Deus"), biserica ("basilica") o Pasti ("Pasqua") en romanès suggereix una primera cristianització en llatí. Després els protoromanesos van ser influïts pel patriarcat romà d'Orient i el búlgar.
Al segle xi hi dominaven els petxenegs i al segle xii els cumans, però hi havia en terres de l'actual Romania petits principats amb amos romanesos. Al segle xiv es van formar els estats romanesos de Valàquia i Moldàvia, que existiran fins a la seva unió sota Alexandru Ioan Cuza, el 1859.

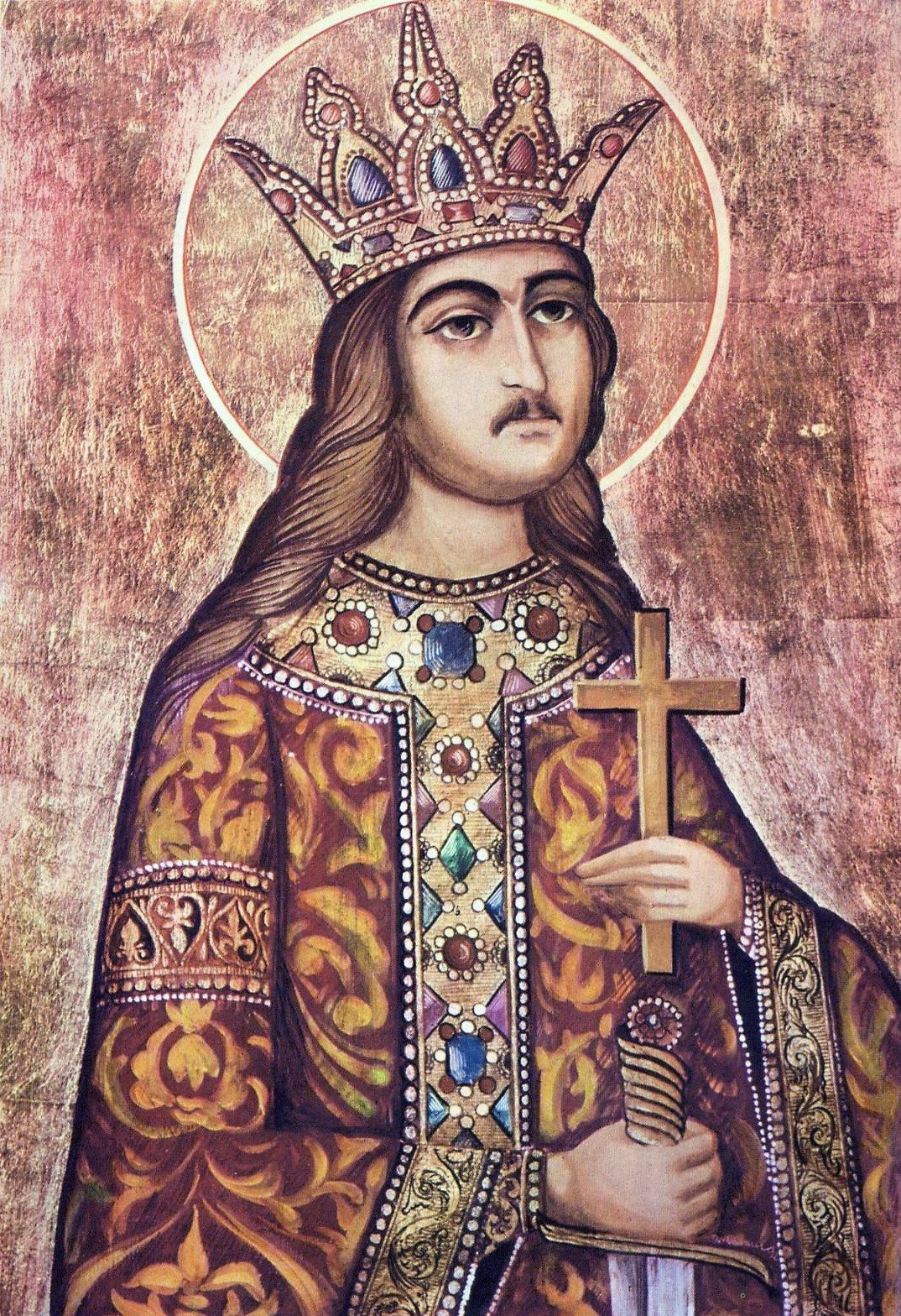
Esteve III de Moldàvia

Posteriorment, els mongols de l'Horda d'Or van envair el país (1237- 1242). Després els alemanys es van establir a Transsilvània, on van fundar diverses ciutats. Cap a finals del segle xiii, els hongaresos es van apoderar d'aquesta última regió, i la noblesa romanesa hi va perdre gradualment els seus drets.
Amb això es van posar les bases dels tres principats que s'unificarien al voltant del segle XIX: Transsilvània, Moldàvia i Valàquia, que no sols van haver de guerrejar contra el Regne d'Hongria (més tard contra l'Imperi habsbúrgic), sinó també contra Polònia i l'Imperi Otomà.

## La lluita contra la dominació otomana

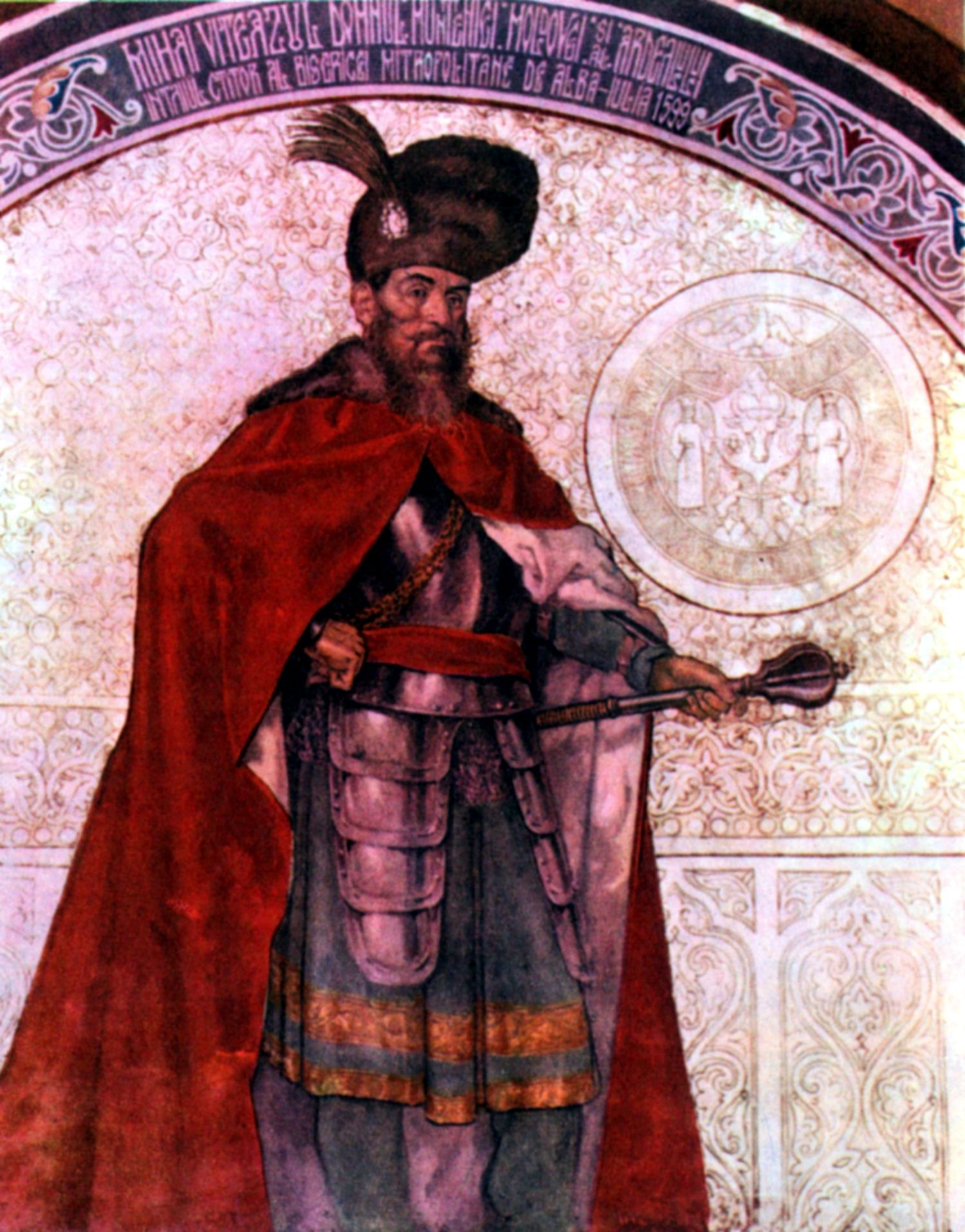
Miquel el Valent, fresc a la catedral d'Alba Iulia

A partir del segle xv, els moldaus i valacs van haver de lluitar insistentment contra els otomans en defensa de la seva llibertat i de la fe cristiana. Valàquia i Moldàvia mai no van ser províncies de l'Imperi Otomà, encara que els seus prínceps van haver de pagar tribut als sultans en diverses ocasions, per mantenir-ne la independència. Hi va haver alguns períodes de fites culturals i de completa independència, com durant el regnat dels voivodes Mircea I, Esteve III de Moldàvia, Miquel el Valent (va aconseguir la primera unió dels principats de Transsilvània, Valàquia i Moldàvia; va ser assassinat a les ordres dels austríacs un any després) o Vlad Draculea (aquest últim, recordat per les seves crueltats, és habitualment considerat com l'arquetip que Bram Stoker va usar en el seu Dràcula).
De tota manera l'administració del país va recaure primer en els voivodes i, després, al segle xviii, en els fanariotes (governants grecs nomenats pel sultà). Molt aviat també Àustria no sols governaria a Transsilvània sinó també es va introduir en la baralla contra els turcs al llarg dels segles XVII i xviii.

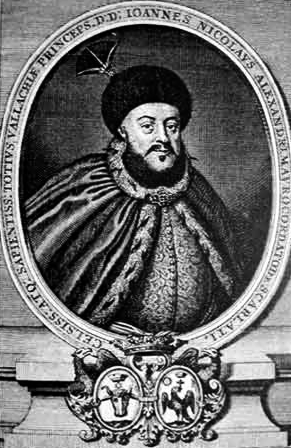
Nicolae Mavrocordat, primer governador fanariota dels principats del Danubi

## Cap a la independència
Amb l'expansió i influència de l'Imperi rus a partir de 1775, la Revolució Francesa, les guerres napoleòniques i la independència de Grècia, Romania ja proclamava també la seva autodeterminació nacional amb Tudor Vladimirescu, que va abolir l'administració fanariota en favor del principat. Aléxandros Ypsilantis cap de la Philikí Hetairía l'abril de 1820 va assumir la tasca de planificar la insurrecció per aixecar tots els cristians dels Balcans en rebel·lió i obligar a Rússia a intervenir en nom seu. El 22 de febrer va travessar el Prut, aliant-se amb Vladimirescu i ocupant Bucarest al març. Vladimirescu va acceptar dividir el país amb Ypsilantis, preservant el control d'Oltènia, Bucarest i la meitat sud de Muntènia. L'emperador rus, un dels principals defensors del Concert d'Europa va desautoritzar qualsevol relació amb ell i va donar efectivament als otomans la "lum verda" per marxar als Principats per fer front a la insurrecció. Veient que els grecs no tindrien el suport del tsar, Vladimirescu va negociar en secret un acord amb els otomans, que finalment van envair Valàquia a finals d'abril. Els pandurs es van retirar cap a Oltènia, i els revolucionaris grecs van arrestar i executar Vladimirescu, fent que les tropes rebels valaques es retiressin del conflicte.
Durant les revolucions de 1848, el Principat de Moldàvia i el Principat de Valàquia quedaren sota control rus després de l'intent revolucionari. La Revolució valaca de 1848 va ser un aixecament liberal i nacionalista romanès a Valàquia que va intentar tombar l'administració imposada per les autoritats imperials russes sota el règim del Regulamentul Orgànic exigint l'abolició del privilegi boiar. Dirigida per un grup de joves intel·lectuals i oficials de la milícia, el moviment va aconseguir derrocar el príncep governant Gheorghe Bibescu, a qui va substituir per un govern provisional i una regència, i de passada una sèrie de grans reformes progressistes, anunciades per primera vegada a la Proclamació d'Islaz.
Malgrat els seus ràpids guanys i el suport popular, la nova administració va estar marcada pels conflictes entre l'ala radical i les forces més conservadores, especialment pel tema de la reforma agrària. Dos cops d'estat avortats successius van poder debilitar el Govern, i el seu estatus internacional va ser sempre impugnat per Rússia. Després d'aconseguir reunir un cert grau de simpatia dels líders polítics otomans, la Revolució va ser finalment aïllada per la intervenció dels diplomàtics russos, i finalment reprimida per una intervenció comuna dels exèrcits otomans i russos, sense cap forma significativa de resistència armada. No obstant això, durant la dècada següent, la consecució dels seus objectius va ser possible gràcies al context internacional, i els antics revolucionaris es van convertir en la classe política original de la Romania unida i el Tractat de Balta Liman va comportar el nomenament de Barbu Dimitrie Știrbei com hospodar (príncep) de Valaquia i de Grigore Alexandru Ghica, hospodar de Moldàvia.
Després es va sumar a la Guerra de Crimea amb el suport de França. Amb això hi apareixerien trets d'una democràcia burgesa a partir de 1860.
L'aparició de la monarquia constitucional va prendre forma amb Alexandru Ioan Cuza que, el 1859, va ser elegit príncep de Moldàvia i Valàquia, i feu que aquestes impulsessin la unificació romanesa el 1866, quan aquests països van formar el Regne de Romania. Amb Carles I finalment es va fer respectar la llibertat del regne amb el tractat de San Stefano i la Conferència de Berlín, ambdós del 1878.

## Consolidació del país
Mentre s'advocava per la independència, Moldàvia i Valàquia es van unificar no sols políticament sinó econòmicament i social, com a preludi de la formació d'un sol estat al segle xix. Cap al 1878 es va iniciar la conquesta de dues antigues províncies romaneses: Bessaràbia i Dobrudja.
En economia, les reformes de Cuza, i més tard les de Carles I, van generar malestar i oposició entre les classes terratinents, però no així en la burgesia, que necessitava impulsar la modernització i industrialització de l'estat i la secularització dels béns clericals. Així mateix, la vida política començava a democratitzar-se a l'entorn dels partits liberal i conservador.
Quant a Transsilvània, antiga província romanesa, la dominació austrohongaresa va comportar seriosos problemes polítics i ètnics pel predomini dels hongaresos en l'economia de tipus terratinent i la consegüent discriminació dels romanesos de la regió.

## La Primera Guerra mundial

La "Gran Romania" després de la Primera Guerra mundial, amb la incorporació de Transsilvània, Bessaràbia i Bucovina i nombroses minories

Malgrat la seva aliança amb les potències centrals, en esclatar la Primera Guerra mundial Romania es va declarar neutral fins al 1916, amb el poder dividit entre el monarca germanòfil i la classe política aclaparadorament partidària de l'Entesa. Però el rei Carles I va morir el 1914 i fou succeït pel seu nebot Ferran I de Romania. Ferran va signar un tractat amb la Triple Entesa, que li permetria incloure Transsilvània en el seu regne. Romania va declarar la guerra a l'Imperi Austrohongarès el 14 d'agost de 1916 i, després d'un efímer avenç a Transsilvània, va sofrir una dura derrota a mans dels búlgars al sud i dels exèrcits combinats d'Alemanya i Àustria-Hongria a l'oest. Aviat Valàquia va ser ocupada per les potències centrals. Només Moldàvia pogué rebutjar els atacs alemanys el 1917 fins que l'esclat de la revolució a Rússia va debilitar la capacitat de resistència romanesa. Amb el consentiment dels representants de l'Entesa va firmar una pau (tractat de Bucarest, el 1918), desfavorable amb els imperis centrals, quan la resistència no va poder continuar a la primavera de 1918. La seva ràpida derrota, tanmateix, va permetre a l'estat reprendre la lluita del costat vencedor hores abans de la proclamació de l'armistici el 10 de novembre de 1918. Els romanesos van recobrar la iniciativa, van reconquerir l'estat, ja sense oposició de les potències derrotades i fins i tot van ocupar la província de Transsilvània, habitada majoritàriament per romanesos.
L'1 de desembre de 1918, els romanesos de Transsilvània i Banat, representats per una Gran Assemblea Nacional, van votar la unificació amb Romania a la ciutat d'Alba Iulia. La unió va ser reconeguda internacionalment pels tractats de Saint Germain-en-laye i de Trianon. La unió de Bessaràbia amb Romania va ser decidida per l'Sfatul rii ('Consell del País') de Bessaràbia, el 27 de març de 1918, i el mateix va passar a Bucovina, amb la qual es completava la formació de la "Gran Romania". Posteriorment l'estat es va incorporar a la Societat de Nacions, el 28 de juny de 1919.

## El període d'entreguerres

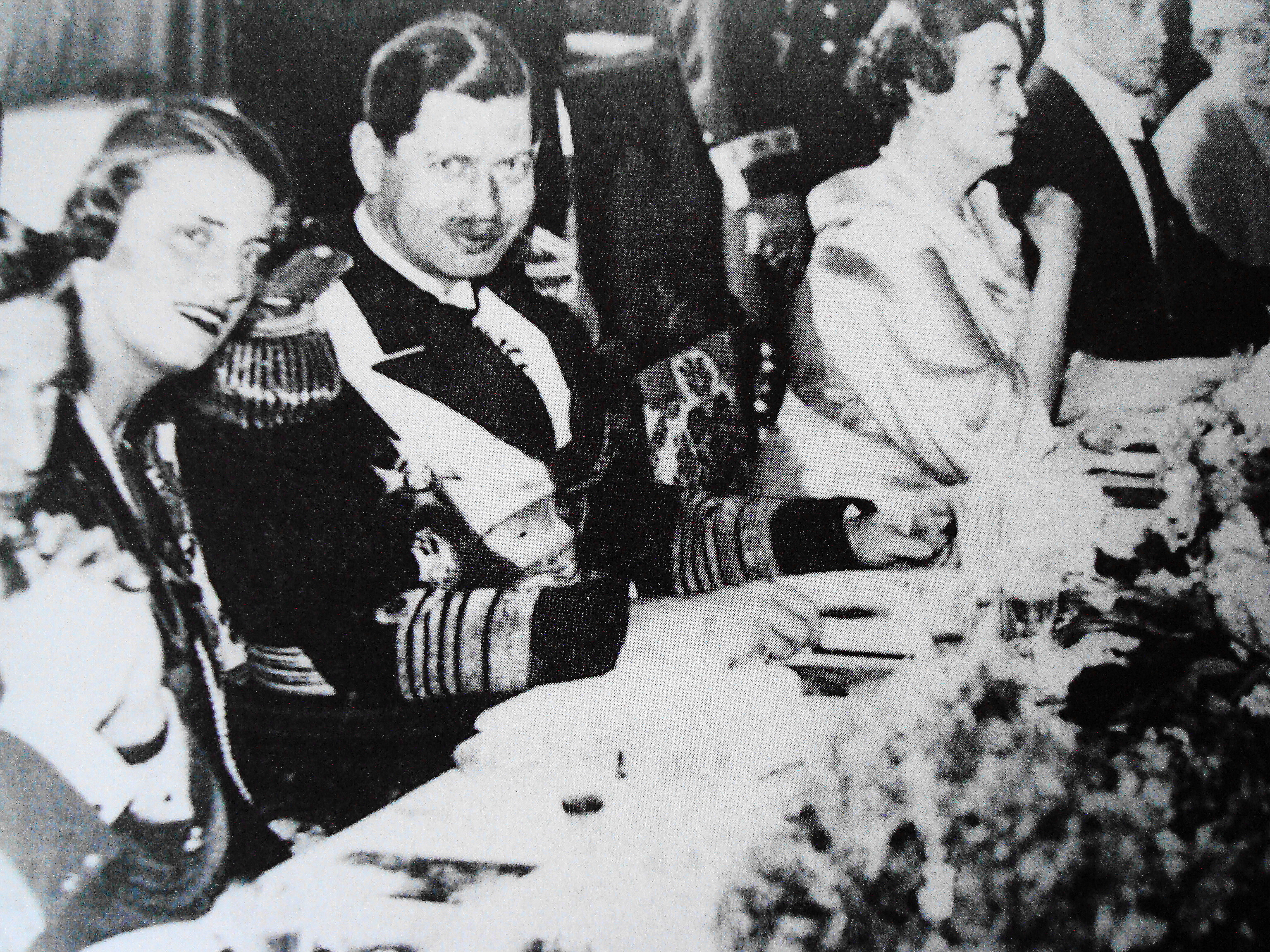
Carles II de Romania, monarca durant la dècada de 1930 i figura que marcà aquesta dècada, debilitant el sistema parlamentari alhora que fomentà la industrialització del país

El període entre les dues guerres va ser molt dramàtic per a Romania, ja que els problemes amb la reforma agrària es van aprofundir i només s'hi va donar una solució parcial: l'expropiació d'àrees dels terratinents. Després, es va tenir una relativa estabilitat política fins a la Gran depressió de 1929, en la qual el país va restar vulnerable als atacs feixistes i vagues obreres. La gran crisi econòmica que va afectar el món des de finals dels anys vint trasbalsà durament Romania, amb l'eliminació del seu crèdit, la reducció dràstica de les exportacions, especialment agrícoles i petrolíferes. Les penúries i la debilitat de l'oposició d'esquerres, durament reprimides pel govern i associades a l'enemiga URSS, van comportar que creixés una oposició radical de dreta propera al feixisme, el principal representant de la qual fou el partit de la Guàrdia de Ferro de Corneliu Zelea Codreanu, que el poder va fomentar intermitentment com a alternativa a l'oposició d'esquerra i amb la il·lusió, fallida, d'utilitzar-la per a guanyar suports.
Després del retorn del príncep Carles i el seu ascens al tron el 1930 es va produir una gradual desintegració del sistema polític semidemocràtic dels anys vint, a causa, en part, de l'actitud favorable a l'autocràcia del monarca, en part per la crisi econòmica que cap govern no va aconseguir resoldre i en part també per la falta de representativitat dels partits tradicionals, més propers als interessos de l'escassa burgesia que als de la gran massa camperola, que va seguir en la pobresa. A mitjan dècada, junt amb la tendència a recolzar-se els governs en la gràcia del monarca en comptes de fer-ho els partits polítics, es va donar també una certa recuperació econòmica i un augment de la industrialització, però allunyada aquesta de les necessitats de l'agricultura, principal activitat de la nació i subjecta a una enorme corrupció, molt associada al sobirà i els seus pròxims. Va créixer així mateix el comerç amb Alemanya, única potència disposada a importar els productes romanesos en grans quantitats, encara que en un règim de canvi que no permetia al país guanyar divises, sinó només aconseguir productes industrials alemanys (singularment armament), mentre que els tradicionals aliats anglofrancesos no feien esforços per donar sortida a les exportacions romaneses, poc competitives i secundàries respecte al comerç amb les colònies d'ambdues potències.
En el pla exterior, i amb l'ascensió de Miquel I i Carles II (1930) es van establir aliances defensives amb la tradicional Triple Entesa, així com amb la Petita Entesa, Polònia i França. També va realitzar esforços pel desarmament mundial i la indemnització de danys de guerra. Aquesta clara preferència per les potències occidentals, especialment per França, va anar decreixent gradualment al llarg de la dècada de 1930, primer per les seves necessitats econòmiques, que Alemanya va ser més capaç i disposada a pal·liar que França i, més endavant, per les successives derrotes diplomàtiques franceses i el creixement del poder alemany a la zona, especialment amb l'Annexió d'Àustria (destacat inversor als Balcans) i la destrucció de Txecoslovàquia, tradicional aliat i principal subministrador d'armes de Romania. Els governs del país van mantenir, tanmateix, una hostilitat permanent envers la Unió Soviètica, tant per raons socials com territorials (disputa per Bessaràbia).

## La Segona Guerra mundial i el final de la monarquia

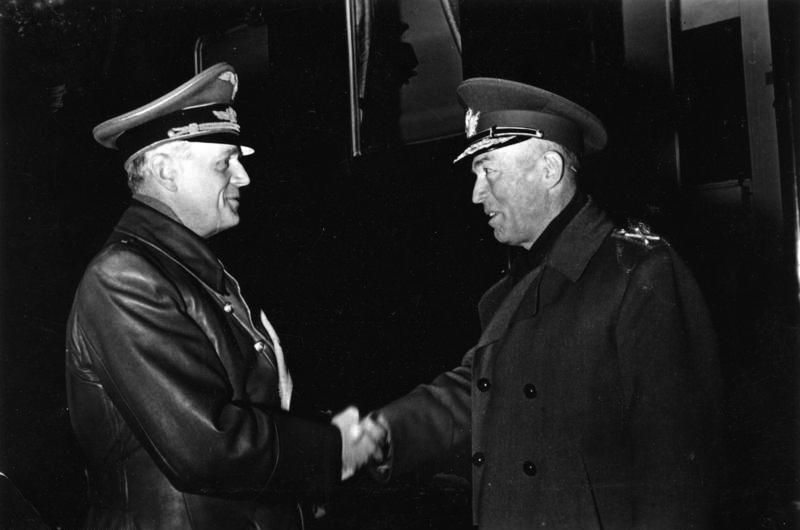
El cabdill romanès Antonescu (dreta) al costat del ministre d'Exteriors alemany Ribbentrop

El 1938 Romania va començar una època política complicada amb la dictadura del rei Carles II. Aquest va promulgar una constitució que restringia la democràcia i proscrivia els partits polítics, i es creava un únic partit estatal a imatge i semblança dels règims feixistes. El mateix any l'estat va ser testimoni de la repressió de la principal formació feixista, la Guàrdia de Ferro, que tenia una popularitat creixent i el rei va considerar amenaçant i sotmesa a control alemany. Els seus principals dirigents van ser assassinats a la presó.
Es va mantenir alhora la política d'equilibri entre les potències democràtiques occidentals i les feixistes que s'havia iniciat el 1936, encara que les successives derrotes diplomàtiques i més tard militars de les primeres, així com les necessitats econòmiques, armamentístiques i la por a la Unió Soviètica per part del govern romanès, van fer que s'estrenyessin les relacions amb Alemanya, que es va anar consolidant com la principal potència regional. El 1940, amb la caiguda de Bèlgica a finals de maig i després la de França, tradicional aliat de Romania, l'estat es va veure pressionat per Alemanya per alinear-se definitivament amb l'Eix. El juny, alhora que Alemanya rematava la campanya francesa, Romania va haver de cedir la Bessaràbia disputada i el nord de Bucovina a l'URSS per la falta de suport alemany davant l'ultimàtum soviètic. Malgrat els intents del rei per demostrar als alemanys la seva total fidelitat, amb el nomenament d'un nou govern clarament progermànic que incloïa la reconciliada Guàrdia de Ferro, la tensió amb els països veïns no va deixar de créixer durant l'estiu. Alemanya es va negar a garantir les noves fronteres romaneses fins que el país no resolgués les seves disputes territorials amb Hongria i Bulgària. El setembre va haver de cedir el sud de Dobrudja a aquesta (tractat de Craiova) i, després del fracàs de les negociacions bilaterals i la imposició italoalemanya a finals d'agost d'una nova frontera romanesohongaresa, va perdre el nord de Transsilvània.

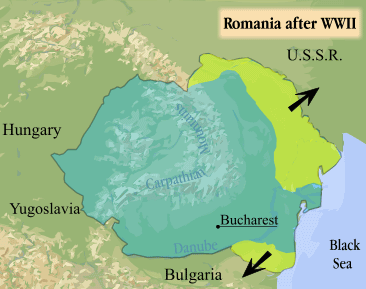
La pèrdua del territori romanès després de 1945

En política nacional, aquestes pèrdues van forçar la renúncia del rei Carles II, totalment desacreditat. S'exilià al setembre, va abdicar en el fill Miquel I, sota pressió de l'organització feixista Guàrdia de Ferro i col·locà Ion Antonescu com a cap de govern amb plens poders. Aquest va completar l'acostament a les potències feixistes, signà el pacte Tripartit, es va desfer després d'uns mesos d'inestable coalició dels seus socis de govern de la Guàrdia (gener de 1941) i va implantar una dictadura militar. El juny de 1941 envaí l'URSS junt amb els altres exèrcits de l'Eix. Romania recuperà així les províncies perdudes a la Unió Soviètica a l'estiu de 1940 i va rebre una zona d'ocupació coneguda com a Transnístria.
Ben aviat la situació es va agreujar amb la derrota de l'exèrcit alemany a Stalingrad, en la qual diversos exèrcits romanesos van ser pràcticament aniquilats. Això motivà una moderació del règim, una millora en el tracte cap als jueus i l'establiment de converses amb els Aliats amb l'objectiu d'abandonar el bàndol alemany. L'agost de 1944, amb l'exèrcit soviètic a les portes de Romania i en no haver fructificat les negociacions amb els Aliats, el rei es va decidir a donar un cop d'estat i detenir Antonescu, amb el suport dels partits de l'oposició clandestina. El 23 d'agost de 1944, el dictador fou detingut i es va formar un nou govern de coalició, amb la qual cosa l'estat va canviar de bàndol i es facilità el ràpid avenç soviètic pels Balcans. El país va continuar lluitant contra l'Eix fins a la capitulació alemanya.
Un altre factor en el desenvolupament de la guerra va ser l'avenç del Partit Comunista que, a partir de l'alliberament del país pels soviètics, es va anar apropant constantment al poder polític mitjançant un govern de coalició controlat i el suport de les autoritats d'ocupació. El 1947, després de vèncer en les eleccions gràcies al frau electoral el novembre de l'any anterior, va abolir la monarquia i proclamà la república popular el 31 de desembre d'aquell mateix any, suprimits ja els partits d'oposició.

## El període comunista
Amb la proclamació de la república, es va formar un Consell d'Estat presidit per Petru Groza; es va procedir a eliminar l'oposició multipartidista al Partit Comunista Romanès. Des de llavors, el sistema va seguir el model soviètic, amb la proclamació de les constitucions de 1948, 1952 i 1965. Això significà la incorporació a l'estat de profunds canvis partint de la nova industrialització i la nacionalització de l'economia, i la vinculació al Pacte de Varsòvia i al COMECON en el pla exterior.
Però amb cada èxit que es produí en l'economia, també van sorgir temors de possibles fracassos, que amb el temps es van fer palesos a partir del seu distanciament amb el bloc soviètic. Amb tot i això, va donar impuls al comerç amb els països occidentals com Estats Units, estat espanyol i Alemanya Occidental.
Amb l'elecció de Nicolae Ceaușescu el 1965, es va mantenir una originalitat política, i es va advocar per la sobirania nacional dins del socialisme. Els primers anys de la seva política li van ser favorables i desaprovà les intervencions de la Unió Soviètica a Txecoslovàquia i l'Afganistan. Malgrat això, va mantenir bones i prudents relacions amb el bloc soviètic en diversos acords militars i econòmics. Va restablir relacions amb Alemanya i destacà en les qüestions de l'Orient Mitjà. Durant la Guerra dels Sis dies, es va negar a trencar relacions amb Israel.
Però en el pla intern, va mantenir la fèrria estructura comunista en contra dels seus dissidents, de manera que l'economia, malgrat que estava molt bé, començà a tenir símptomes de deteriorament, igual com la resta d'estats del bloc. En la dècada del 1980 ja tots els recursos escassejaven, la qual cosa va donar lloc a fortes protestes i manifestacions que foren un dels detonants de la caiguda del règim.
Precisament Ceaușescu refusà les reformes efectuades a la Unió Soviètica (la Perestroika i la Glàsnost) i va reforçar la seva política estalinista en tot l'estat, amb la repressió dels disturbis de Timișoara el 1989, la qual cosa comportà que l'exèrcit i la classe política finalment l'enderroquessin al Nadal de 1989 i posteriorment el jutgessin i executessin en secret, junt amb la seva esposa Elena. Després Corneliu Mănescu i Ion Iliescu es van posar al capdavant de l'estat fins als primers dies de 1990.

## La transició i el segle XXI
El 1990, Romania va ingressar de cop a la transició cap a l'economia de mercat i el retorn a la democràcia multipartidista sota l'administració de Ion Iliescu, que va decidir eliminar les mesures comunistes i establir mesures d'austeritat, malgrat que encara continuaven els problemes econòmics, com l'atur i els salaris baixos. En el pla polític, es va proclamar la constitució de 1991 i la consegüent reelecció d'Iliescu com a president. Mentre aquest governava com a president, Petre Roman, com a primer ministre, va intentar sense èxit apaivagar les protestes obreres, per la qual cosa es veié obligat a dimitir en favor de Theodor Stolojan.
Més encara, amb la transició es va plantejar el problema de les minories ètniques, amb els gitanos i amb els hongaresos a Transsilvània. Aquests últims es van agrupar en la Unió Democràtica Magiar de Romania, que passà a formar part del govern el 1996. El govern central es va veure obligat a reconèixer els drets etnolingüístics de les minories el 1994. Aprofitant aquests problemes, l'exmonarca Miquel I va intentar sense èxit restaurar la monarquia.
El 2004, Romania va ingressar en l'OTAN amb l'acceptació de la majoria de la seva població.
Quant a la Unió Europea, es van realitzar negociacions d'ingrés des de 1993, les quals van portar com a conseqüència reformes econòmiques i finalment l'ingrés de l'estat en la UE a partir de l'1 de gener de 2007. L'1 de gener de 2025 Bulgaria i Romania van entrar a l'Espai Schengen que elimina les fronteres entre els països.